# A Magyar Földrajzi Társaság Könyvtára

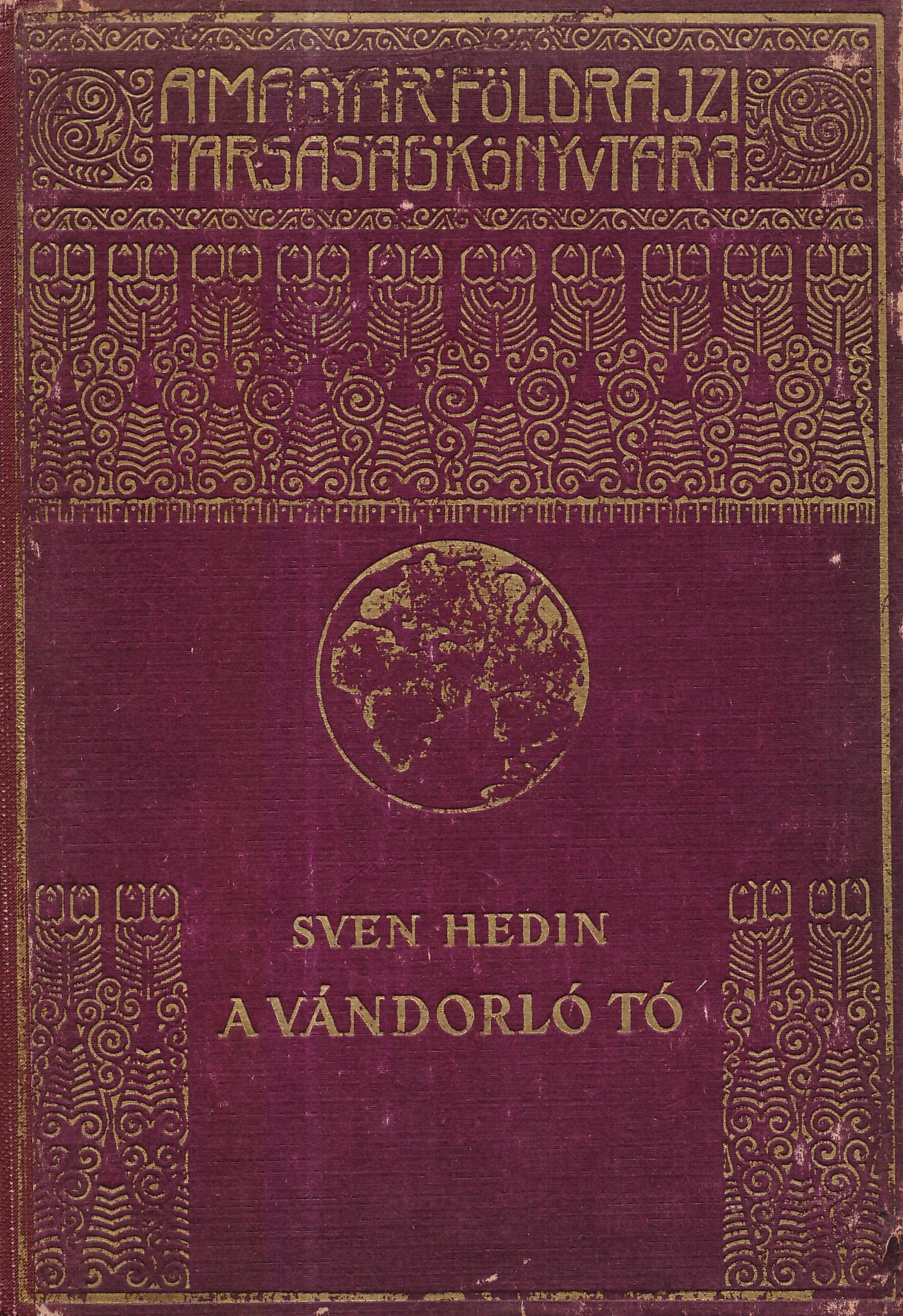
Sven Hedin: A vándorló tó

A Magyar Földrajzi Társaság Könyvtára elnevezésű könyvsorozat 1902 és 1943 között jelent meg Budapesten. Kezdetben a Lampel Róbert (Wodianer Fülöp és Fiai) Császári és Királyi Könyvkereskedése nevű kiadóvállalat, majd a Franklin-Társulat adta ki. Több mint 60 kötete főleg tudományos igényű útleírásokat tartalmazott. A sorozat külföldön is jegyzett könyvészeti érdekesség, egyes darabjai igazi ritkaságnak számítanak.

## Leírása
A könyvsorozat szerzői között a kor számtalan jól ismert utazója, felfedezője szerepel. Néhányan közülük, mint Cholnoky Jenő, Baktay Ervin, Almásy László, Sven Hedin, Sten Bergman több művet is jegyeznek.
A nyomtatást a Franklin Press végezte, a kötés a kor híres könyvkötőjének, Gottermayer Nándornak a munkája volt. A kötetek túlnyomórészt bordó egészvászon kötésben jelentek meg, de számos cím félvászon kötésben is napvilágot látott. Az eredeti papír védőborítók felbukkanása igazi ritkaság, szakosodott gyűjtők csemegéje. A borítótáblák közül a leggyakoribb a díszesen aranyozott bordó tábla, a Földrajzi Társaság nevével, földgömb-ábrázolással. Az aranyozás között egyes esetekben kék színű kitöltést is alkalmaztak, például a földgömbön az óceánok esetében. További apró változtatások, különbségek is előfordulnak. Eleinte képes fedelekkel is megjelentették az egyes köteteket. Később kezdtek alkalmazni egy úgynevezett „ovál-logós” borítótáblát, amely egyszerű bordó egészvászon, a Társaság aranyszínű címerével. Később előfordultak más, ritka, eltérő megoldások is.
A kiadás évének megjelenése általában hiányzik, a kiadó megjelölésében és más formai vonatkozásokban gyakoriak a következetlenségek. A sorozat első éveiben a kötetek gerincén római számozás látható, de ez később elmaradt.

## Története
A sorozat kezdeményezője a Magyar Földrajzi Társaság tagja, Wodiáner Artur könyvkiadó volt, aki üzletet látott egy ilyen témájú sorozat megindításában, különösen Sven Hedin 1902-es budapesti látogatása kapcsán. A Magyar Földrajzi Társaság akkori elnöke, Lóczy Lajos szerkesztésében indult meg a sorozat.
Lóczy 1912-ig szerkesztette a sorozatot, ez alatt az idő alatt cím jelent meg, köztük két dupla kötet. 1913-tól a sorozat szerkesztője és a Magyar Földrajzi Társaság elnöke Cholnoky Jenő lett. Cholnoky további 52 címet publikált különböző kiadásokban, ezzel a sorozat a magyar könyvkiadás addigi történetében az egyik legnagyobb sikert aratta. Az utolsó kötetek 1943-ban jelentek meg, ezután a világháború miatt a sorozat kiadása véget ért. Az 1943-as kötetek a legritkábbak a sorozatban, köztük Cholnoky műve a világ sivatagairól.
A sorozatot a Lampel Róbert (Wodianer Fülöp és Fiai) Császári és Királyi Könyvkereskedése vállalat kezdte kiadni. (A céget Lampel Róbert halála után vette meg az özvegytől Wodianer.) A századforduló környékén a Wodianer család feje egy elhúzódó jogvita rendezéseképpen eladta vállalatát a Franklin Társulatnak, cserébe helyet kapott a Franklin igazgató tanácsában. Ettől kezdve a könyvsorozat tulajdonképpeni kiadója a Franklin lett, de egy ideig megtartva a régi kiadó nevét a köteteken.
A kiadó 1924-ben elindította Modern Utazók és Felfedezők Könyvtára című könyvsorozatot is, csaknem azonos külső jegyekkel. Ebbe a sorozatba kerültek a már abban az időben is, politikailag (szélsőjobboldali hangvétel miatt) vagy tartalmilag erősen vitatott művek. A mai gyűjtők számára fokozza a zavarokat, hogy néhány mű mind a két sorozatban megjelent.
1945. január 1-jén a Franklin épületét bombatalálat érte és az összes irat megsemmisült. Emiatt sok bizonytalanság maradt fenn a sorozattal kapcsolatban.

## A sorozat részei
A sorozat első 17 kötete: 
- I. kötet. Hedin Sven. Ázsia sivatagjain keresztül. Átdolgozta dr. Thirring Gusztáv. Számos képpel és két térképpel. (220 l.) (1902.)
- II. kötet. Lóczy Lajos. A mennyei birodalom története. 58 képpel és 7 történeti térképpel. (288 l.) (1902.)
- III. kötet. Chun Károly. Mélytengerek világa. Átdolgozta dr. Szilády Zoltán. 73 képpel és 15 melléklttel. (280 l.) 1903.
- IV–V. kötet. Savójai Lajos Amádé. Az »Észak csillaga« a északi sarktengeren. 1899–1900. Számos képpel és térképpel. Olaszból fordította dr. Darvai Móric. 2 kötet. 207 képpel, 24 melléklettel, 2 panorámával és 3 térképpel. (IV, 196, 176 l.) 1904.
- VI. kötet. Festetics Rudolf gr. Emberevők között. Nyolc évi csendes-oceáni hajózás a »Tolna« yachton. 55 képpel és 1 térképpel. Franciából fordította Sárosi Bella. (278 l.) 1905.
- VII–VIII. kötet. Hedin Sven. Ázsia szivében. Tizezer kilométernyi úttalan utazás. Átdolgozta dr. Thirring Gusztáv. Képekkel és térképekkel. 2 kötet. (237 l. és 1 térkép, 298 l.) 1906.
- IX. kötet. Gubányi Károly. Öt év Mandzsuországban. 88 képpel. (VII, 324 l.)
- X. kötet. Stein Aurél. Homokba temetett városok. Régészeti és földrajzi utazás Indiából Kelet-Turkesztánba 1900–1901-ben. Angolból átdolgozta Halász Gyula. 38 szövegképpel és 12 műmelléklettel, ezek között két körképpel és egy eredeti felvételek után készült térképpel. (XXIV, 326 l.) 1908.
- XI. kötet. Waddell L. Austine. A rejtelmes Lhassza és az 1903–1904. évi angol katonai expedició története. Átdolgozta dr. Schwalm Amadé. 25 szövegképpel és 48 műmelléklettel. (VI, 287 l.) 1910.
- XII. kötet. Scott F. Róbert. Angolok a déli sarkvidéken. Angolból fordította Halász Gyula. 75 képpel, ezek között 47 műmelléklettel és 2 eredeti felvételek után készült térképpel. (VI, 299 l.) 1911.
- XIII–XIV. kötet. Sven Hedin. Transzhimalája. Felfedezések és kalandok Tibetben. A kézirat nyomán svéd eredetiből átdolgozta Kondor Alfréd. 2 kötet. 2 térképpel, 22 szövegképpel, 4 színes műmelléklettel, 1 színes panorámával és 44 képmelléklettel. (VI, 330 l.) 1911.
- XV. Cholnoky Jenő: A sárkányok országából. Életképek és útirajzok Kínából. 1913. XV. 407 l.
- XVI. Steinen Károly: Közép-Brazilia természeti népei között. A második Singu-expedíció (1887–1888) útjának vázolása és eredményei. Átdolg.: Bátky Zsigmond. 1913. 275 l.
- XVII. Gubányi Károly: Ausztrália.1915. 253 l.

A sorozat ezután számozatlan kötetekkel folytatódott:
- 1922 Savoyai Lajos Amádé: A Ruvenzori
- 1923 Halász Gyula: Scott utolsó útja
- 192? Szavójai Lajos Amádé: Az "Észak csillaga" I-II, 3. kiadás
- 192? Stein Aurél: Homokba temetett városok 3. kiadás
- 192? Waddell L. Austine: A rejtelmes Lhassza 3. kiadás
- 1926 Merlin Moore Taylor: A kannibálok földjén
- 1926 Mittelholzer: Repülögépen az Északi Sark felé
- 1927 Alberto de Agostini: Tiz esztendö a Tüzföldön
- 1927 Gubányi Károly: Ausztrália 2. kiadás
- 192? Merlin Moore Taylor: A kannibálok földjén 2. kiadás
- 192? Alberto de Agostini: Tiz esztendö a Tüzföldön 2. kiadás
- 192? Halász Gyula: Scott utolsó útja 2. kiadás
- 192? Hedin Sven: Ázsia szivében I-II. 4. kiadás
- 192? Stein Aurél: Homokba temetett városok 4. kiadás
- 192? Steinen Károly dr.: Közép-Brazilia természeti népei között 2. kiadás
- 192? Savoyai Lajos Amádé: A Ruvenzori 2. kiadás
- 1929 Almásy László: Autóval Szudánba
- 1929 Leden K.: Kjuvatin jégmezői
- 1930 Baktay Ervin: A világ tetején
- 1930 Sten Bergman: Kamcsatka ősnépei
- 1930 Up de Graff: Az Amazonasz őserdeiben
- 1930 E. W. Pfizenmayer: Kelet-Szibíria ősvilága és ősnépei
- 1930 Cholnoky Jenő: Afrika I-II.
- 193? Almásy László: Autóval Szudánba 2. kiadás
- 193? Merlin Moore Taylor: A kannibálok földjén 3. kiadás
- 193? Alberto de Agostini: Tiz esztendö a Tüzföldön 3. kiadás
- 193? E. W. Pfizenmayer: Kelet-Szibíria ősvilága és ősnépei 2. kiadás
- 193? Almásy László: Autóval Szudánba 3. kiadás
- 193? Alberto de Agostini: Tiz esztendö a Tüzföldön 4. kiadás
- 193? Alberto de Agostini: Tiz esztendö a Tüzföldön 5. kiadás
- 1931 Italo Balbo: Repülőrajokkal az óceánon át
- 1931 Baktay Ervin: A világ tetején I-II. 3. kiadás
- 1931 Stein Aurél: Nagy Sándor nyomában Indiába
- 1931 Sten Bergman: Kamcsatka ősnépei 2. kiadás
- 1932 Fehér Géza: Kanitz Fülöp Félix "A Balkán Kolombusa"
- 1934 Almásy László: Ismeretlen Szahara
- 1934 Baktay Ervin: A boldog völgy országa
- 1934 Italo Balbo: Diadalmas szárnyak
- 1934 Sten Bergman: A viharok hazájában
- 1934 Cholnoky Jenő: Égen, földön
- 1934 Cholnoky Jenő: A sárkányok országából I-II. 2. kiadás
- 1934 P. T. Etherton: A Mount Everest átrepülése
- 1934 Forbáth László: A megújhodott Mongolia
- 1934 Keöpe Viktor: Ceylon, az éden szigete
- 1934 Vörös Márton: A szerencsés expedíció
- 1936 Baktay Ervin: A Pandzsáb
- 1936 Bánhidi Antal: A Gerle 13. útja
- 1936 Keöpe Viktor: A szigetek gyöngye
- 1936 Leidenfrost Gyula: Keserű tenger
- 1936 Stein Aurél: Ősi ösvényeken ázsiában I-II.
- 1936 Hedin Sven: Ma Csung-Jin menekülése
- 1936 Tucci - Ghersi: Kincses Tibet
- 1937 Kéz Andor (szerk.): Felfedezök lexikona
- 1937 Almásy László: Levegöben... homokon...
- 1937 Cholnoky Jenő: Balaton
- 1937 Keöpe Viktor: Titokzatos Kina
- 1938 Baktay Ervin: Hindusztán
- 1938 Ligeti Lajos: Afghán földön
- 1938 Sven Hedin: A selyem útja
- 1938 Sven Hedin: A selyem útja I-II.
- 1938 Mihelics Vid: Az új Portugália
- 1938 Temesy Győző: A sasok országában
- 1939 Baktay Ervin: Királyfiak földjén
- 1939 Cholnoky Jenő: A Földközi Tenger
- 1939 Kelemen Pál: Istenek csatatere
- 1939 Kertész Róbert: Feltámad a félhold I-II.
- 1940 Sven Hedin: A vándorló tó
- 1940 Sven Hedin: A vándorló tó I-II.
- 1940 Hefty Frigyes: Repülök, elöre! I-II.
- 194? Mihelics Vid: Az új Portugália I-II, 2. kiadás
- 1941 Cholnoky Jenő: Erdélyi Képek
- 1942 Bánhidi Antal: A Gerle 13. útja 2. kiadás
- 1943 Baktay Ervin: A világ tetején 4. kiadás
- 1943 Cholnoky Jenő: A sivatag
- 1943 Kertész Róbert: Hajók és hősök

## Gyűjtése
A sorozatnak nagy rajongói tábora, gyűjtői köre van. Például az Index MFTK-fórumán 2007-től 2018 végéig között 101 tagtól 3472 hozzászólás született, nagyrészt komoly gyűjtőktől, akiknek egy része kereskedik is a kötetekkel. Több hasonló blog, fórum is mélyrehatóan foglalkozik a sorozat gyűjtésével. A 2019 elején elérhető legrészletesebb blog, amely a kötésváltozatok apró részleteitől (sok fotóval) a szerzői életrajzokon át rengeteg adatot tartalmaz, érdekes módon angol nyelvű.